# Valentin Royer
Valentin Royer (Neuilly-sur-Seine, 29 de mayo de 2001) es un tenista profesional francés.

## Trayectoria
Royer es hijo de padres franceses, pero vivió en países de Europa Oriental hasta que cumplió 17 años, incluida la República Checa, Serbia y Polonia. En mayo de 2025, recibió una wildcard para el cuadro principal de Roland Garros, lo que marca su debut en un Grand Slam.

## Títulos ATP Challenger (3; 3+0)

### Individuales (3)
| N.° | Fecha                    | Torneo                  | Superficie    | Oponente en la final | Resultado |
| --- | ------------------------ | ----------------------- | ------------- | -------------------- | --------- |
| 1.  | 22 de septiembre de 2024 | Challenger de Sibiu     | Tierra batida | Luca Pavlovic        | 6-4, 6-0  |
| 2.  | 2 de marzo de 2025       | Challenger de Kigali    | Tierra batida | Andrej Martin        | 6-1, 6-2  |
| 3.  | 9 de marzo de 2025       | Challenger de Kigali II | Tierra batida | Guy Den Ouden        | 6-2, 6-4  |